# Georg Muntau
Georg Muntau (* 21. Oktober 1898; † 28. Dezember 1970) war ein deutscher Fußballschiedsrichter.

## Karriere
Georg Muntau, der im Beruf als Zahnarzt arbeitete, war vermutlich von 1928 bis 1941 als Fußballschiedsrichter für den Deutschen Fußball-Bund tätig. Als Schiedsrichter pfiff er hauptsächlich in Preußen sowie im Baltikum. Bei der ersten Austragung des Tschammerpokals im Jahr 1935 leitete Muntau das Spiel in der zweiten Runde zwischen dem VfB Königsberg und der Sportvgg. Masovia Lyck. Ein Jahr später war er Schiedsrichter in der Zweitrundenpartie zwischen Viktoria Stolp und dem SV Hindenburg Allenstein. In den Spielzeiten 1935/36, 1936/37 und 1940/41 war er als Unparteiischer aktiv. Als FIFA-Schiedsrichter leitete er alle drei Turnierspiele des Baltic Cup 1930. Er folgte damit auf den späteren DFB-Präsidenten Peco Bauwens, der im Jahr zuvor als Referee fungiert hatte. 
Muntau pfiff insgesamt fünf Länderspiele, dabei waren je dreimal Lettland und Litauen sowie je zweimal Estland und einmal Finnland beteiligt.